# Vuurtoren van Zuid-Lundy
De vuurtoren van Zuid-Lundy (Engels: Lundy South Lighthouse) werd opgericht in het zuiden van het eiland Lundy De vuurtoren maakt schippers attent op de gevaarlijke kust die uit scherpe rotsachtige uitsteeksels bestaat. De vuurtoren van Noord-Lundy, die zich in het noorden van het eiland bevindt, heeft dezelfde functie.
Lundy ligt in de monding van het Kanaal van Bristol, is 19 km van de kust van het Engelse graafschap Devon verwijderd en maakt deel uit van het district Torridge.
De toren wordt beheerd door Trinity House. Deze vennootschap controleert de installatie vanuit haar Planning Centre in Harwich in het Engelse Essex. Trinity House is verantwoordelijk voor de navigatiemiddelen in Engeland, Wales, Gibraltar en de Kanaaleilanden.

## Kenmerken en uitrusting

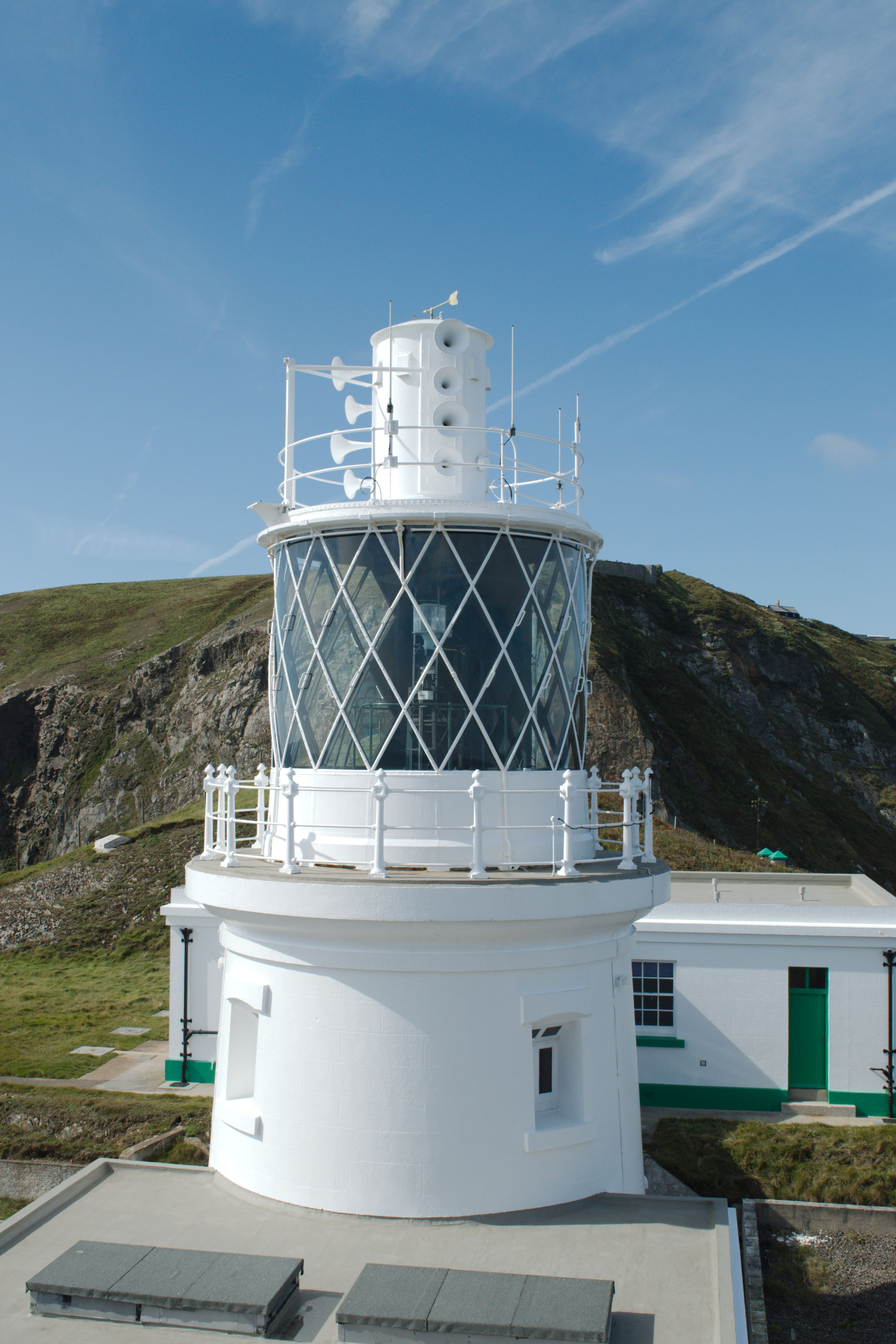
De toren met lichthuis en uitgeschakelde klankhoorns van het type Tyfon.

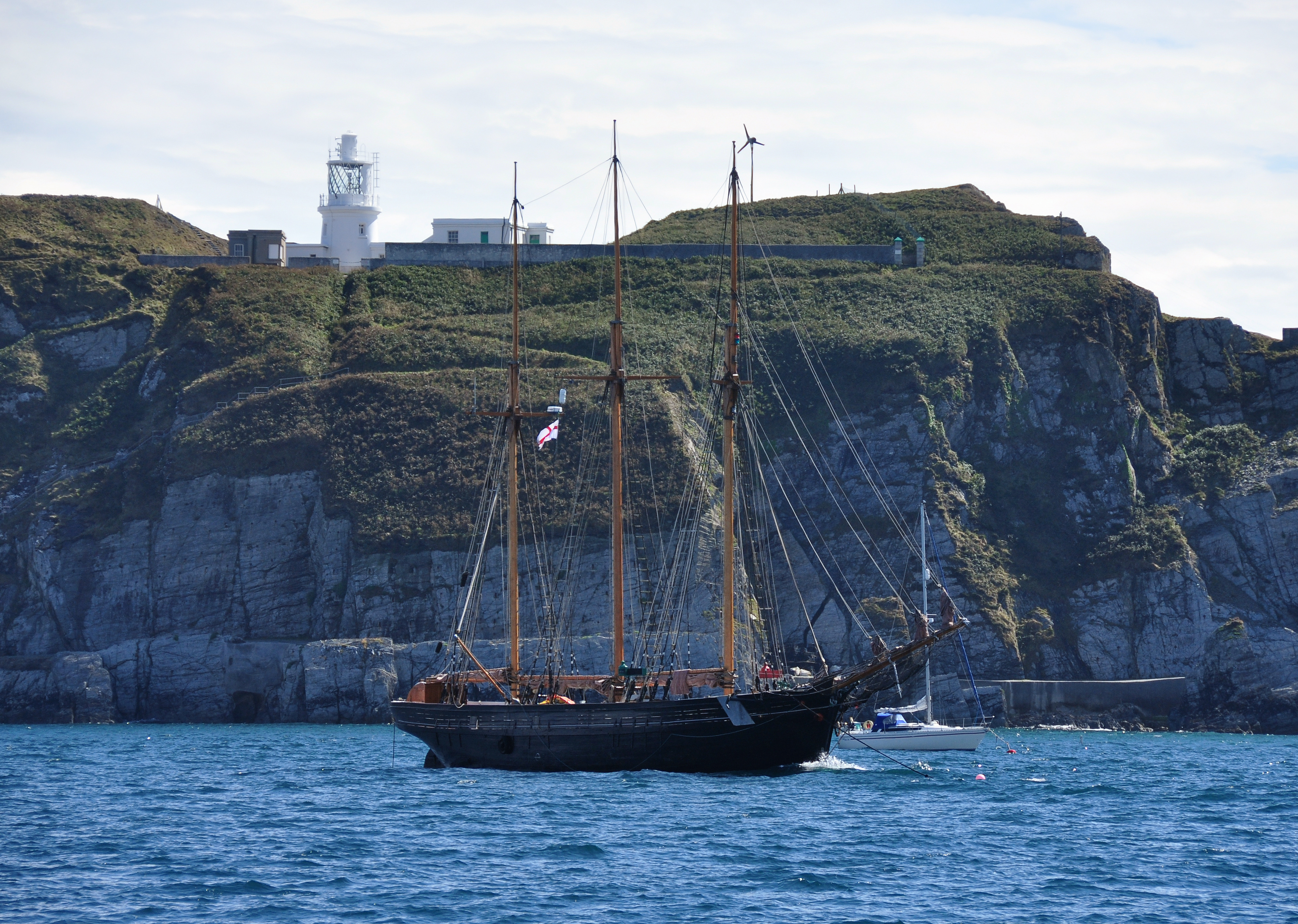
Het eiland Lundy bestaat voornamelijk uit graniet. De grillige kusten vormen een gevaar voor de scheepvaart.

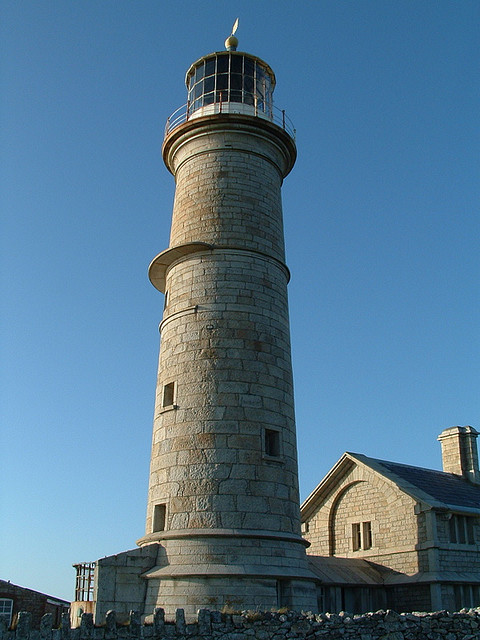
De oude vuurtoren op Lundy (The Old Lighthouse)

De witte cilindervormige vuurtoren werd opgetrokken uit graniet dat ter plaatse werd gewonnen en is 16 m hoog. De toren is aan de noordwestelijke zijde door middel van een gang verbonden met een hoger gelegen woongedeelte. Aan de zuidoostelijke zijde werd tegen de toren een machinegebouw aangebouwd. Het domein is volledig ommuurd.
De vuurtoren is uitgerust met een lichthuis dat wordt omgeven door een galerij met een balustrade uit gietijzer. In het lichthuis werd een roterende lantaarn gemonteerd van het type Orga Rml 302 Sa. Deze lantaarn genereert om de 5 seconden een witte flits met een lichtsterke van 13.000 candela  die zichtbaar is tot op een afstand van 15 zeemijl (ongeveer 28 km). Het licht bevindt zich 53 m boven het zeeniveau. In de lantaarn wordt het licht opgewekt door een halogeenlamp van 12 volt met een vermogen van 35 watt. Een lampenwisselaar met plaats voor zes lampen zorgt voor een nieuwe lamp bij een defect.
Op het dak van het lichthuis bevindt zich een torentje met een aantal klankhoorns van het type Tyfon die niet meer in gebruik zijn. Naast deze oude apparatuur werd een nieuwe elektrische misthoorn geïnstalleerd die op de 25 seconden een 2 seconden durende toon genereert.
De toren kreeg van de Amateur Radio Lighthouse Society, een organisatie van radiozendamateurs, het nummer ENG-075 toegewezen. Deze organisatie probeert vanop lichtschepen en vuurtorens radioverbindingen tot stand te brengen.

## Geschiedenis

### De eerste vuurtoren
In 1819 besloot Trinity House om een 29 m hoge vuurtoren op te richten op Chapel Hill, het hoogste punt op het eiland. Het bouwwerk was uitgerust met een snel flitsende lichtbron die werd aangevuld met een vast wit licht dat zich lager in de toren bevond. Schippers raakten in verwarring toen beide lichtbronnen vanop een afstand als een licht zichtbaar waren.
In november 1828 liep het schip La Jeune Emma op de rotsen omdat de bemanning de lichten van de vuurtoren tijdens een dichte mist verkeerd interpreteerde. Ze dacht dat ze aanstuurde op het enkele licht van de vuurtoren van Ouessant. Bij deze scheepsramp kwamen 13 van de 19 opvarenden om het leven.
In 1897 werden twee nieuwe vuurtorens opgericht, een in het noorden en een in het zuiden van het eiland, zodat de oude toren, waarvan de lichten tijdens mist nauwelijks zichtbaar waren, buiten gebruik kon gesteld worden. Na de vrijgave door Trinity House kwam de toren in private handen terecht. Vanaf 1976 begon The Landmark Trust met een aantal restauratiewerkzaamheden waarna de toren met bijhorende gebouwen ter beschikking werd gesteld als vakantieverblijf. The Landmark Trust is een liefdadigheidsinstelling die historische gebouwen conserveert. De vuurtoren, waaruit alle apparatuur werd verwijderd, staat bekend als The Old Lighthouse.

### Zuid-Lundy

#### Lichtapparatuur
Voor de nieuwe toren van Zuid-Lundy werd het lenssysteem overgebracht vanuit de oude vuurtoren. Als lichtbron werd een 75 mm hoge brander gebruikt die werkte op petroleumdampen. In 1971 kon, als gevolg van de elektrificatie, een elektrische lichtbron geïnstalleerd worden. In 1994 werd overgeschakeld op wind- en zonne-energie, waarbij het oude optische systeem werd verwijderd en vervangen door een roterend baken met een halogeenlamp als lichtbron.

#### Mistsignaal
Het eerste mistsignaal bestond uit een explosief dat via een laadboom aan de lichthuisgalerij bevestigd was. Deze springstoffen werden bewaard in een gebouw waarvan het dak de vorm had van een tongewelf.
Vanaf 1908 werd het mistsignaal opgewekt door een 40-tal explosieve ladingen die in buizen rond een draaiende trommel aangebracht waren. Deze ladingen werden een voor een door een systeem met kettingen en haken naar boven getakeld en op het dak van het signaalgebouw tot ontploffing gebracht. Hiervoor werd een elektrische lading gebruikt die werd geleverd door een batterij. De hele installatie, die vervaardigd was door de Clockwork Explosive Fog Signal Company uit Londen, was in een metalen gebouwtje ondergebracht en werd aangedreven door een uurwerkmechanisme. Ladingen die boven het dak niet explodeerden, werden veiligheidshalve terug binnengehaald en in een waterreservoir ondergedompeld.  Ondanks deze maatregelen deed zich op een bepaald moment een fout voor, waarbij het gebouwtje explodeerde. De vrijgekomen plaats werd later ingericht als helipad.
In de zuidoostelijke hoek van het domein werd een nieuw machinegebouw opgericht van waaruit, door middel van een enkele misthoorn die op het dak was gemonteerd, een nieuw mistsignaal werd verspreid. De hoorn werd later verwijderd maar het gebouwtje bleef bewaard.
In 1964 werden misthoorns van het type Tyfon op het lichthuis geplaatst. Hiertoe diende het oorspronkelijke dak van het lichthuis verwijderd te worden. Later werd dit systeem buiten gebruik gesteld en vervangen door een elektrisch mistsignaal.

## Monumentstatus
De toren en de bijhorende gebouwen werden op 7 oktober 1991 ingeschreven als Grade II listed building op Statutory List of Buildings of Special Architectural or Historic Interest. Hiermee wordt aangegeven dat de gebouwen van bijzonder belang zijn, in hun huidige toestand moeten bewaard blijven en daartoe ook moeten worden onderhouden.